# Joyzelle Joyner
Joyzelle Joyner (Alabama, 27 agosto 1905 – Orange, 30 novembre 1980) è stata un'attrice e ballerina statunitense, moglie del regista Phil Rosen.

## Biografia
Nata il 27 agosto 1905, Joyzelle Joyner fu una modella, attrice e danzatrice. Sposata con il regista e direttore della fotografia Phil Rosen, girò nella sua carriera una trentina di pellicole. La sua prima apparizione sullo schermo risale al 1925 quando, a vent'anni, interpretò il ruolo di una schiava  in Ben Hur di Fred Niblo.
Morì il 30 novembre 1980 in California all'età di 75 anni.

## Filmografia

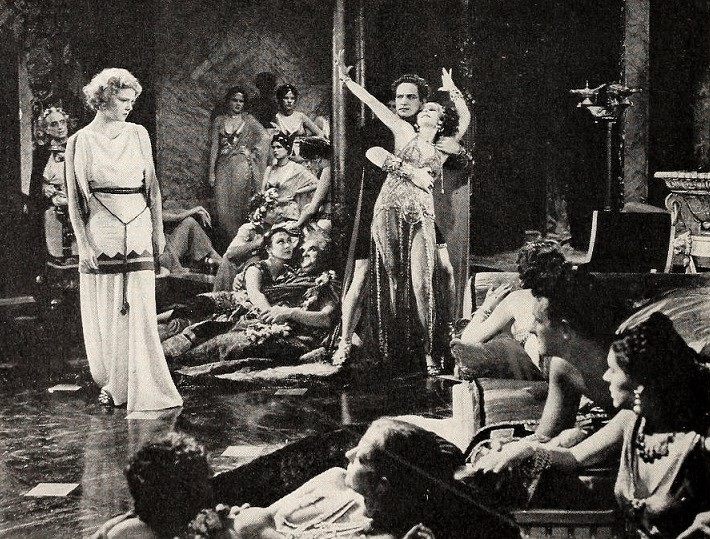
Con Elissa Landi e Fredric March ne Il segno della croce

- Ben Hur (A Tale of the Christ), regia di Fred Niblo (1925)
- Dance Madness, regia di Robert Z. Leonard (1926)
- Il mostro del mare (The Sea Beast), regia di Millard Webb (1926)
- Out of the Past, regia di Dallas M. Fitzgerald (1927)
- The Night Court, regia di Bryan Foy (1927)
- Turn Back the Hours, regia di Howard Bretherton (1928)
- Moran of the Marines, regia di Frank R. Strayer (1928)
- Shadows of the Night, regia di D. Ross Lederman (1928)
- Sombras habaneras, regia di René Cardona, Cliff Wheeler (1929)
- Beneath the Law, regia di Harry Sweet (1929)
- Close Harmony, regia di John Cromwell e A. Edward Sutherland (1929)
- La guardia nera (The Black Watch), regia di John Ford (1929)
- One Hysterical Night, regia di William James Craft (1929)
- The Sultan's Jester cortometraggio (1930)
- Prince of Diamonds, regia di Karl Brown, A.H. Van Buren (1930)
- Song of the Caballero, regia di Harry Joe Brown (1930)
- Lotus Lady, regia di Phil Rosen (1930)
- I prodigi del 2000 (Just Imagine), regia di David Butler (1930)
- Wild People, regia di Ray McCarey (1932)
- Il cavaliere della prateria (Whistlin' Dan), regia di Philip Rosen (1932)
- Blondes by Proxy, regia di Edgar Kennedy (1932)
- The Vanishing Frontier, regia di Phil Rosen (1932)
- Il segno della croce (The Sign of the Cross), regia di Cecil B. DeMille (1932)
- La fanciulla senza casa (Girl Without a Room), regia di Ralph Murphy (1933)
- Search for Beauty, regia di Erle C. Kenton (1934)
- House of Mystery, regia di William Nigh (1934)
- I Believed in You, regia di Irving Cummings (1934)
- Canzoni appassionate (Go Into Your Dance), regia di Archie Mayo (1935)
- La nave di Satana (Dante's Inferno), regia di Harry Lachman (1935)